# The Lonesome Death of Hattie Carroll
The Lonesome Death of Hattie Carroll – piosenka skomponowana przez Boba Dylana, nagrana przez niego w październiku 1963 r. i wydana na trzecim studyjnym albumie The Times They Are a-Changin’ w styczniu 1964 r.

## Historia i charakter utworu
"The Lonesome Death of Hattie Carroll” należy bez wątpienia do najbardziej zaangażowanych i pełnych pasji utworów Dylana. Mimo poetyckiego języka jest on wierny wszystkim faktom związanym ze sprawą zamordowania Hattie Carroll przez Williama Zantzingera, chociaż kilka z nich nieco zmienia. Dotyczy to drobiazgów typu nazwiska mordercy (u Dylana Zanzinger), ilości dzieci (u Dylana 10) itp.
Hattie Carroll była 51-letnią posługaczką w kuchni ale i czasami kelnerką w hotelu „Emerson” w Baltimore. Wychowywała 11 dzieci. Była bardzo zaangażowaną społecznie osobą i członkinią Gillis Memorial Church.
William Devereux Zantzinger był 24-letnim magnatem handlu nieruchomościami z bogatej rodziny z koneksjami politycznymi. Uwielbiał zabawy, na których się upijał.
Obie postacie dramatu spotkały się 8 lutego 1963 r. na „Spinsters' Ball” – corocznym balu charytatywnym. Carroll dorabiała na nim jako kelnerka a Zantzinger pojawił się tam już pijany, ze swoją żoną i drewnianą laską. W miarę dalszego picia jego zachowanie pogarszało się, doszło do konfliktów z innymi uczestnikami balu i jego zły humor nieustannie się pogarszał. Ok. godz. 2 po północy zażądał od Carroll podania mu alkoholu, a ta zajęta odparła „Za minutkę, proszę pana”. Zantzinger wrzasnął na nią „Kiedy zamawiam drinka, chcę go mieć natychmiast, ty czarna suko!” Carroll chciała go uspokoić, ale Zantzinger już nad sobą nie panował i uderzył ją w głowę laską. Cios był tak potężny, że laska złamała się w trzech miejscach.
Wezwany ambulans zabrał Carroll do szpitala, gdzie zmarła o 9:15 rano na skutek krwotoku wewnątrzczaszkowego.
Wezwana policja aresztowała Zantzingera i przetrzymała go przez noc w areszcie do chwili rozpoczęcia funkcjonowania sądu. Oświadczył, że jest niewinny i został wypuszczony za 600-dolarową kaucją. Jednak gdy do sądu doszła informacja o śmierci Carroll, nakazał ponowne aresztowanie Zantzingera pod zarzutem zabójstwa. Było to o tyle sensacyjne, że po raz pierwszy w historii stanu Maryland, biały mężczyzna został oskarżony o zabicie czarnej kobiety.
Rozprawa odbyła się w czerwcu. Nawet uznano, że był winny, ale zabójstwa ani nie pierwszego, ani nawet drugiego stopnia! Został skazany na 6 miesięcy więzienia, z którego wyszedł po trzech miesiącach „za dobre sprawowanie”. I ponownie wszedł do elity stanu.
Dla Dylana proces ten stał się wyrazem konfliktu między białymi a czarnymi, bogatymi, a biednymi, panami, a służącymi.
W swoim tekście, łączącym poezję z reportażem (i to bardzo drobiazgowym) Dylan stosuje na przemian patos i ironię, nie dając się przy tym ograniczyć schematowi rymów.
Dwie pierwsze zwrotki Dylan poświęcił na przedstawienie postaci Zantzingera oraz jego środowiska – lokalnej arystokracji stanowej z politycznymi koneksjami. Atak Dylana na nich jest bardzo subtelny, chociaż bardzo łatwo można go było uczynić brutalnym. Tak samo podszedł do samej sceny morderstwa.
Technika pisarska Dylana najbardziej uwidacznia się w zwrotce czwartej i ostatniej, kiedy słuchacz orientuje się, że znaczenie słów jest w tym wypadku dokładnie odwrotne.
Ballada ta wiele zawdzięcza wpływowi dwóch poetów. Jednym z nich był François Villon a drugim Bertolt Brecht. Utwór został napisany w małym notesie w restauracji na Seventh Av. w Nowym Jorku, jak chce legenda, po przeczytaniu artykułu o tym procesie, gdy wracał do domu z marszu na Waszyngton w sierpniu 1963 r.

## Wersje Dylana
- 23 października 1963 r. – sesja nagraniowa do albumu. Powstały co najmniej cztery wersje utworu.
- 26 października 1963 r. – koncert w Carnegie Hall. Pierwszy koncert, na który zaprosił swoich rodziców. Występ Dylana był nagrywany przez Columbię i wybrane utwory z tego koncertu i dwóch następnych miały stanowić treść jego pierwszego koncertowego albumu. Plany zostały jednak zarzucone; pozostała po nich tylko wydrukowana już okładka i nagrania w archiwach.
- 1 lutego 1964 r. – nagrania w kanadyjskiej TV CBC w Toronto dla programu „The Times They Are a-Changin’”
- 25 lutego 1964 r. – nagrania w studiu TV NBC w Los Angeles dla programu „Steve Allan Show”.
- 17 maja 1964 r. – koncert w „Royal Festival Hall” w Londynie. Występ został nagrany przez Pye Records, jednak nagrania do dziś się nie ukazały.
- kon. września 1964 r. – koncert w „Town Hall” w Filadelfii w stanie Pensylwania
- 24 października 1964 r. – koncert w „Symphony Hall” w Bostonie w stanie Massachusetts
- 31 października 1964 r. – koncert w „Philharmonic Hall” w Nowym Jorku
- 25 listopada i 27 listopada Dylan wystąpił w San Jose i w San Francisco w Kalifornii. Ponieważ program tych koncertów jest znany tylko częściowo, można tylko spekulować, czy ta kompozycja została na nich wykonana czy nie.
- 27 marca 1965 r. – koncert w „Civic Auditorium” w Santa Monica w Kalifornii.
- 7 maja 1965 r. – koncert we „Free Trade Hall” w Manchesterze w Wielkiej Brytanii.
- 9 maja i 10 maja 1965 r. – koncerty w „Royal Albert Hall” w Londynie. Wykonanie tej piosenki z 10 maja zostało umieszczone w filmie Dont Look Back.
- 1 czerwca 1965 r. – nagrania dla TV BBC w Londynie. Emisja tej części programu nastąpiła 26 czerwca.
- 3 stycznia 1974 r. – pierwszy koncert „Tournée po Ameryce” na Chicago Stadium w Chicago. W czasie tej tury koncertowej utwór został wykonany kilkakrotnie na jej początku i pod koniec (np. 9 lutego w „Coliseum” w Seattle. Jednak piosenka nie została wydana na albumie Before the Flood dokumentującym to tournée.
- 30 października 1975 r. – pierwszy koncert Rolling Thunder Revue w Plymouth w stanie Massachusetts. Utwór ten był wykonywany także na innych koncertach tej słynnej tury koncertowej.

Do końca lat 70. Dylan nie wykonał już tej piosenki. W latach 80. i 90. XX wieku wykonywał ją co jakiś czas, dla przypomnienia dawnych czasów.

## Dyskografia i wideografia
- Dyski

- Biograph (1985)
- The Bootleg Series Vol. 5: Bob Dylan Live 1975, The Rolling Thunder Revue
- The Bootleg Series Vol. 6: Bob Dylan Live 1964, Concert at Philharmonic Hall (2004)

- Filmy

- Dont Look Back (1967) i Dont Look Back. Deluxe Edition (2006)

## Inne wykonania
- Judy Collins – The Judy Collins Concert (1964)
- Hugues Aufray – Chante Dylan (1965)
- Paul Jones – Love Me, Love My Friends (1967)
- Joe MacDonald – The Early Years (1980)
- Phranc – Folksinger (1985)
- Thirteenth Floor Elevators – Through the Rhythm (1998)
- Martin Carthy – Signs of Life (1999); Carthy Chronicle (2001); Carthy: Contemporaries (2001)
- Steve Howe – Portraits of Bob Dylan (1999)
- Rory Erikson – Hide Behind the Sun (2000)